# Гібран Лахуд
Гібран Лахуд (ісп. Gibran Lajud; нар. 25 грудня 1993, Мехіко) — мексиканський футболіст, воротар клубу «Тіхуана».

## Клубна кар'єра
Вихованець футбольної школи клубу «Крус Асуль». Дорослу футбольну кар'єру розпочав 2013 року в основній команді того ж клубу, але через конкуренцію не потрапляв до основного складу та перейшов у 2014 році до складу клубу «Тіхуана». Відтоді встиг відіграти за команду з Тіхуани 20 матчів в національному чемпіонаті.

## Виступи за збірні
З 2015 року залучається до складу молодіжної збірної Мексики. На молодіжному рівні зіграв у 8 офіційних матчах, пропустив 2 голи.

## Титули і досягнення
- Чемпіон КОНКАКАФ (U-20): 2013
- Переможець Ігор Центральної Америки та Карибського басейну: 2014
- Срібний призер Панамериканських ігор: 2015